# Lasiodora panamana
Lasiodora panamana är en spindelart som först beskrevs av Alexander Petrunkevitch 1925.  Lasiodora panamana ingår i släktet Lasiodora och familjen fågelspindlar.
Artens utbredningsområde är Panama. Inga underarter finns listade i Catalogue of Life.